# Türkisch für Anfänger/Episodenliste

Türkisch für Anfänger

Diese Episodenliste enthält alle Episoden der deutschen Comedyserie Türkisch für Anfänger, sortiert nach der deutschen Erstausstrahlung. Die Serie umfasst drei Staffeln mit insgesamt 52 Episoden und einen Kinofilm.

## Übersicht
| Staffel | Episodenanzahl | Deutschsprachige Erstausstrahlung | Deutschsprachige Erstausstrahlung |
| Staffel | Episodenanzahl | Staffelpremiere                   | Staffelfinale                     |
| ------- | -------------- | --------------------------------- | --------------------------------- |
| 1       | 12             | 14. März 2006                     | 31. März 2006                     |
| 2       | 24             | 27. März 2007                     | 9. Mai 2007                       |
| 3       | 16             | 18. November 2008                 | 12. Dezember 2008                 |

## Staffel 1
Die erste Staffel der Serie wurde vom 14. März 2006 bis zum 31. März 2006 auf dem deutschen Free-TV-Sender Das Erste ausgestrahlt.
| Nr. (ges.) | Nr. (St.) | Originaltitel                                   | Erstausstrahlung D | Regie          | Drehbuch                             | Länge (Minuten) |
| ---------- | --------- | ----------------------------------------------- | ------------------ | -------------- | ------------------------------------ | --------------- |
| 1          | 1         | Die, in der ich meine Freiheit verliere         | 14. März 2006      | Edzard Onneken | Bora Dagtekin                        | 24:28           |
| 2          | 2         | Die, in der ich keine Schwester will            | 15. März 2006      | Edzard Onneken | Boris Anderson                       | 24:31           |
| 3          | 3         | Die, in der ich abstürze                        | 16. März 2006      | Edzard Onneken | Bora Dagtekin                        | 24:27           |
| 4          | 4         | Die, in der ich keine Freunde finde             | 17. März 2006      | Edzard Onneken | Bora Dagtekin                        | 24:23           |
| 5          | 5         | Die, in der sich Axel in meine Familie verliebt | 21. März 2006      | Oliver Schmitz | Bora Dagtekin                        | 24:19           |
| 6          | 6         | Die mit den Geheimnissen                        | 22. März 2006      | Oliver Schmitz | Bora Dagtekin                        | 24:28           |
| 7          | 7         | Die, in der ich leider erwachsen werde          | 23. März 2006      | Oliver Schmitz | Bora Dagtekin                        | 24:30           |
| 8          | 8         | Die, in der ich keine Gefühle habe              | 24. März 2006      | Oliver Schmitz | Bora Dagtekin & Sathyan Ramesh       | 24:23           |
| 9          | 9         | Die, in der Axel ständig grün ist               | 28. März 2006      | Oliver Schmitz | Nesrin Şamdereli & Yasemin Şamdereli | 24:28           |
| 10         | 10        | Die, in der ich echt voll okay bin              | 29. März 2006      | Oliver Schmitz | Jörg Wagner                          | 24:28           |
| 11         | 11        | Die, in der mich der Wolf kriegt                | 30. März 2006      | Oliver Schmitz | Bülent Aladağ & Bora Dagtekin        | 24:29           |
| 12         | 12        | Die, in der es nur einen geben kann             | 31. März 2006      | Oliver Schmitz | Bora Dagtekin                        | 24:28           |

## Staffel 2
Die zweite Staffel der Serie wurde vom 27. März 2007 bis zum 9. Mai 2007 auf dem deutschen Free-TV-Sender Das Erste ausgestrahlt.
| Nr. (ges.) | Nr. (St.) | Originaltitel                                 | Erstausstrahlung D | Regie            | Drehbuch                       | Länge (Minuten) |
| ---------- | --------- | --------------------------------------------- | ------------------ | ---------------- | ------------------------------ | --------------- |
| 13         | 1         | Die, in der Frauen schwach werden             | 27. März 2007      | Oliver Schmitz   | Bora Dagtekin                  | 24:15           |
| 14         | 2         | Die mit dem Abschiedskuss                     | 28. März 2007      | Oliver Schmitz   | Bora Dagtekin                  | 24:13           |
| 15         | 3         | Die mit dem Perpetuum Mobile                  | 29. März 2007      | Oliver Schmitz   | Bora Dagtekin                  | 24:14           |
| 16         | 4         | Die mit Sex und Pistols                       | 30. März 2007      | Oliver Schmitz   | Bora Dagtekin                  | 23:48           |
| 17         | 5         | Die, in der Cem keine Wurst sein will         | 3. Apr. 2007       | Oliver Schmitz   | Bora Dagtekin                  | 24:08           |
| 18         | 6         | Die, in der ich Kitschi-Gänsehaut kriege      | 4. Apr. 2007       | Oliver Schmitz   | Bora Dagtekin                  | 24:16           |
| 19         | 7         | Die, in der Yağmur ihren ersten Kuss kriegt   | 5. Apr. 2007       | Oliver Schmitz   | Benedikt Gollhardt             | 24:10           |
| 20         | 8         | Die, in der ich Mama wahnsinnig mache         | 10. Apr. 2007      | Oliver Schmitz   | Bora Dagtekin                  | 24:12           |
| 21         | 9         | Die, in der Cem Rotlicht sieht                | 11. Apr. 2007      | Christian Ditter | Bora Dagtekin                  | 23:38           |
| 22         | 10        | Die, in der ich ein Kranich bin               | 12. Apr. 2007      | Christian Ditter | Bora Dagtekin                  | 23:56           |
| 23         | 11        | Die, in der Metin fremdgeht                   | 13. Apr. 2007      | Christian Ditter | Bora Dagtekin & Robert Grimm   | 24:05           |
| 24         | 12        | Die, in der der Osterhase böse war            | 17. Apr. 2007      | Christian Ditter | Bora Dagtekin                  | 24:11           |
| 25         | 13        | Die, in der alle hysterisch sind              | 18. Apr. 2007      | Christian Ditter | Bora Dagtekin                  | 23:30           |
| 26         | 14        | Die mit When a Metin loves a Woman            | 19. Apr. 2007      | Christian Ditter | Bora Dagtekin & Sathyan Ramesh | 24:00           |
| 27         | 15        | Die, in der alle K..K..Komplexe haben         | 20. Apr. 2007      | Christian Ditter | Bora Dagtekin & Sathyan Ramesh | 23:42           |
| 28         | 16        | Die, in der Ulla kommt                        | 24. Apr. 2007      | Christian Ditter | Vivian Naefe                   | 23:58           |
| 29         | 17        | Die, in der ich mich für meine Familie schäme | 25. Apr. 2007      | Edzard Onneken   | Vivien Hoppe                   | 24:04           |
| 30         | 18        | Die mit dem Ex in der City                    | 26. Apr. 2007      | Edzard Onneken   | Bora Dagtekin, Vivien Hoppe    | 23:44           |
| 31         | 19        | Die mit Grillen in Honig                      | 27. Apr. 2007      | Edzard Onneken   | Bora Dagtekin                  | 24:09           |
| 32         | 20        | Die, in der Costa den Lukas haut              | 2. Mai 2007        | Edzard Onneken   | Bora Dagtekin                  | 23:19           |
| 33         | 21        | Die, in der es La Boumt!                      | 3. Mai 2007        | Edzard Onneken   | Bora Dagtekin                  | 24:03           |
| 34         | 22        | Die, in der die Fete nicht weiter geht        | 4. Mai 2007        | Edzard Onneken   | Bora Dagtekin                  | 23:45           |
| 35         | 23        | Die, in der Metin die Schnauze voll hat       | 8. Mai 2007        | Edzard Onneken   | Bora Dagtekin                  | 24:07           |
| 36         | 24        | Die, nach der schon alles vorbei sein soll?   | 9. Mai 2007        | Edzard Onneken   | Bora Dagtekin                  | 24:14           |

## Staffel 3
Die dritte Staffel der Serie wurde vom 18. November 2008 bis zum 12. Dezember 2008 auf dem deutschen Free-TV-Sender Das Erste ausgestrahlt.
| Nr. (ges.) | Nr. (St.) | Originaltitel                                  | Erstausstrahlung D | Regie          | Drehbuch                                          | Länge (Minuten) |
| ---------- | --------- | ---------------------------------------------- | ------------------ | -------------- | ------------------------------------------------- | --------------- |
| 37         | 1         | Die, in der es total beschissen weitergeht     | 18. Nov. 2008      | Edzard Onneken | Bora Dagtekin                                     | 24:37           |
| 38         | 2         | Die, in der ich die Motorhaube nicht aufkriege | 19. Nov. 2008      | Edzard Onneken | Bora Dagtekin                                     | 24:00           |
| 39         | 3         | Die, in der ich nicht Anne will, sondern Jette | 20. Nov. 2008      | Edzard Onneken | Benedikt Gollhardt                                | 24:47           |
| 40         | 4         | Die, in der Schläge auch nichts bringen        | 21. Nov. 2008      | Edzard Onneken | Bora Dagtekin & Benedikt Gollhardt                | 24:27           |
| 41         | 5         | Die, in der ich Boris Becker bin               | 25. Nov. 2008      | Edzard Onneken | Vivien Hoppe                                      | 24:29           |
| 42         | 6         | Die, in der ich wieder 17 bin                  | 26. Nov. 2008      | Edzard Onneken | Bora Dagtekin, Vivien Hoppe & Fabian Wiemker      | 24:35           |
| 43         | 7         | Die, in der Oma ohnmächtig wird                | 27. Nov. 2008      | Edzard Onneken | Bora Dagtekin & Vivien Hoppe                      | 24:10           |
| 44         | 8         | Die, in der ich kein Bonobo sein will          | 28. Nov. 2008      | Edzard Onneken | Bora Dagtekin & Vivien Hoppe                      | 24:12           |
| 45         | 9         | Die, in der Oma Big Business macht             | 2. Dez. 2008       | Oliver Schmitz | Bora Dagtekin & Benedikt Gollhardt                | 24:09           |
| 46         | 10        | Die, in der Opa sich verknallt                 | 3. Dez. 2008       | Oliver Schmitz | Bora Dagtekin, Jan Friedhoff & Benedikt Gollhardt | 23:12           |
| 47         | 11        | Die mit dem Ghetto-Spezial                     | 4. Dez. 2008       | Oliver Schmitz | Benedikt Gollhardt                                | 23:28           |
| 48         | 12        | Die, in der die Toten auferstehen              | 5. Dez. 2008       | Oliver Schmitz | Bora Dagtekin                                     | 23:45           |
| 49         | 13        | Die, in der der Papagei kommt                  | 9. Dez. 2008       | Oliver Schmitz | Bora Dagtekin                                     | 24:08           |
| 50         | 14        | Die mit der guten alten D-Mark                 | 10. Dez. 2008      | Oliver Schmitz | Bora Dagtekin                                     | 24:08           |
| 51         | 15        | Die, in der Cem Hausmann werden will           | 11. Dez. 2008      | Oliver Schmitz | Bora Dagtekin, Vivien Hoppe                       | 23:54           |
| 52         | 16        | Die, nach der Menopause ist                    | 12. Dez. 2008      | Oliver Schmitz | Bora Dagtekin                                     | 23:44           |